# Alaminos (Laguna)
Alaminos è una municipalità di quarta classe delle Filippine, situata nella Provincia di Laguna, nella Regione del Calabarzon.
Alaminos è formata da 15 baranggay:
- Barangay I (Pob.)
- Barangay II (Pob.)
- Barangay III (Pob.)
- Barangay IV (Pob.)
- Del Carmen
- Palma
- San Agustin
- San Andres
- San Benito
- San Gregorio
- San Ildefonso
- San Juan
- San Miguel
- San Roque
- Santa Rosa